# Hidden & Dangerous
Hidden & Dangerous je počítačová videohra vyvinutá firmou Illusion Softworks, vydaná roku 1999 a distribuovaná firmou Take-Two Interactive a TalonSoft pro Windows, Dreamcast, a PlayStation. PlayStationový port hry byl vyvinut firmou Tarantula Studios.

## Gameplay
Hráč ovládá čtyřčlenný tým britských Special Air Service (SAS), provádějící důležité sabotážní a záchranné mise během druhé světové války. Hráč musí zůstat skryt, po většinu mise, k úspěšnému dokončení úkolu. Hráč má také veliký výběr zbraní a vybavení, které zahrnuje položky od odstřelovacích pušek, přes bazuky (protipancéřové zbraně) až po samopaly. Hráč také může řídit vozidla.
Před každou misí si hráč mohl vybrat z několika vojáků do svého týmu. Vojáci se odlišovali jednotlivými vlastnostmi (např. rychlost, přesnost střelby, nosnost ...). Poté je mohl vybavit vybavením na jednotlivý druh mise. V misích je pak mohl poslat na určitá místa na mapě, to bylo spojeno ale s tím, že vojáci kvůli špatné AI zbytečně umírali v řekách.

## Recenze
Hidden and Dangerous pravděpodobně nastavila směr taktických realistických stříleček a obdržela hodně pozitivních recenzí. [zdroj?]

## Rozšíření
Rozšíření s názvem Hidden & Dangerous: Devil's Bridge ve Spojených státech a Hidden & Dangerous: Fight for Freedom ve Velké Británii. Rozšíření přidávalo nové mise v nových lokacích, co-operaci pro více hráčů a nové zbraně. Celkem devět misí v Polsku, jižním Řecku a ve městě Bastogne v Belgii.
Plně opravená a vylepšená verze hry, Hidden & Dangerous Deluxe, konkrétně Hidden & Dangerous + Hidden & Dangerous: Fight for Freedom (Hidden & Dangerous: Devil's Bridge), je nabízena zdarma jako reklama pro pokračování hry Hidden & Dangerous 2.